# پل خیابان گرنویل
پل خیابان گرنویل (انگلیسی: Granville Street Bridge) یک پل با هشت خط در ونکوور، بریتیش کلمبیا است که از مرکز شهر ونکوور در جنوب غربی به محله فیرویو، ونکوور پل می‌زند. این پل فالس کریک را در بر می‌گیرد و ۲۷٫۴ متر بالاتر از جزیره جزیره گرنویل قرار دارد. این پل قسمتی از بزرگراه ۹۹ بریتیش کلمبیا است.